# Ferdynand IV Pozwany
Ferdynand IV Pozwany (hiszp. Fernando IV el Emplazado, ur. 6 grudnia 1285, zm. 7 września 1312) – król Kastylii i Leónu w latach 1295–1312.
Był synem Sancha IV Odważnego i Marii de Molina.
W chwili śmierci ojca był 9-letnim dzieckiem i tylko dzięki wysiłkom matki i sporom pomiędzy arystokratycznymi rodami Haro i Lara udało mu się zachować tron. Aragonia w końcu przestała popierać synów Ferdynanda de la Cerda (infantes de Ia Cerda) w zamian za ustępstwa terytorialne w Murcji. W 1309 zdobył Gibraltar z aragońską pomocą. Zmarł nagle podczas przygotowań do ataku na Grenadę.
Jego przydomek był wynikiem sprawy dwóch braci o nazwisku Carvajal, których skazał na śmierć i którzy przed swoją śmiercią wezwali go na sąd boski na dowód swej niewinności. Prawdziwość tej historii budzi jednak wątpliwości, nie pochodzi bowiem od ludzi współczesnych Ferdynandowi i przywodzi na myśl podobną historię Jakuba de Molay. Legenda ta została przedstawiona na obrazie malarza José Casady del Alisala pt. Ostatnie chwile Ferdynanda IV Pozwanego.
W 1302 poślubił Konstancję córkę Dionizego Portugalskiego i Izabeli Aragońskiej. Z małżeństwa tego narodziło się troje dzieci:
- Eleonora (1307–1359) żona Alfonsa IV Aragońskiego,
- Konstancja (1308–1310),
- Alfons XI (1311–1350) następca Ferdynanda na tronie Kastylii i Leónu.